# Erika Patka
Erika Patka (geb. 1942 in Wien) ist eine österreichische Archivarin, Kunstkonsulentin und Kuratorin.

## Leben
Erika Patka arbeitet als freie Kunstkonsulentin und lebt in Hinterbrühl bei Wien. Sie studierte Rechtswissenschaften und arbeitete im Internationalen Kulturzentrum in Wien. Sie war Geschäftsführerin der Galerie nächst St. Stephan in Wien (1967–1978). Seit 1978 ist sie freie Ausstellungskuratorin der Niederösterreich-Gesellschaft für Kunst und Kultur. Bis 2004 war sie für die Leitung und den Aufbau der Sammlungen an der Universität für angewandte Kunst Wien zuständig. Sie konzipierte und organisierte Ausstellungen zu allen Bereichen der österreichischen Kunst des 20. Jahrhunderts im In- und Ausland und veranstaltete Symposien und Vortragsreisen. Sie war Jurymitglied für bildende Kunst, Schmuck und Keramik in Wien, Salzburg und St. Pölten.

## Ehrungen
2007 Ehrendoktorin der Universität für angewandte Kunst Wien

## Schriften (Auswahl)
- Gem. mit Franz Rainald / Leo Lensing: Bertold Löffler: Vagant zwischen Secessionismus und Neubiedermeier. Universität f. angewandte Kunst Wien, 2000
- Friedrich von Berzeviczy-Pallavicini. Poesie der Inszenierung. Wien, 1988.
- Oskar Kokoschka Symposion. Abgehalten von der Hochschule für angewandte Kunst in Wien anlässlich des 100. Geburtstags des Künstlers. Residenz Verlag, Salzburg, Wien, 1986.
- Gem. mit Oswald Oberhuber / Peter Weibel: Österreichs Avantgarde 1900–1938 – Ein unbekannter Aspekt – Bildende Kunst. Literatur. Wissenschaft. (= Katalog zur Ausstellung in der Galerie nächst St. Stephan, Wien, 1976). Eigenverlag, Wien, 1976